# 峰ゆり香
峰 ゆり香（みね ゆりか、1993年5月19日 - ）は、日本の元AV女優。C-more ENTERTAINMENT所属。

## 略歴・人物
福岡県出身。
2015年12月、本中の専属女優「峰エリ（みね えり）」としてAVデビュー。所属事務所はファンスタープロモーション。
2016年2月に専属を離れ企画単体女優となるが、同年で活動を休止。
2017年11月よりLINX所属の「峰ゆり香」としてAV女優の活動を再開。
2021年、C-more ENTERTAINMENTへ移籍し、「西谷美咲」に改名。
2021年7月28日、自身のTwitterにて引退した事を発表。

## 出演作品

### アダルトDVD
- 新人＊専属!! セックスが好きで応募してきた現役女子大生がAVデビュー!!（12月25日、本中）

- Gカップ現役女子大生が最高級中出しソープに体験入店（1月25日、本中）
- 巨乳女教師5人が放課後の教室で生徒と王様ゲーム初体験! そして男は僕1人に…（2月6日、ナチュラルハイ）
- 17本の禁欲チ○ポと中出し大乱交（2月25日、本中）
- 温泉で成長した従姉妹たちのカラダを見て下半身が反応して湯船から出れなくなっちゃったよ〜! 気づいた従姉妹はお互いの目を盗んで代わる代わる僕のチ●コを握りしめマ●コにすりすり挿入てくるんです。（3月5日、SWITCH）
- 急な訪問に慌てて出てきた人妻のノーブラパーカーに見とれてしまい…（3月11日、DOC）
- まんハメ検証隊 噂のナンパスポット本当にヤレるのか!?検証しました。 File.01（4月1日、プレステージ）
- 出会い系で連れ込んだ巨乳素人に中出し隠し撮り、そのまま無許可でAV発売。 Vol.6（4月1日、Fitch）
- パンチラを見られた人妻は、自分に欲情してくれた事が嬉しく自らパンティーを脱ぎ捨て…（4月9日、DOC）
- はじめてのM男犯 ペニバンとペニスを兜合わせで肉オナホ同時イキ（4月13日、M男パラダイス）
- 人妻イカせまくり 中出しナンパ 焦らしと寸止めで連続昇天 3（4月15日、ロータス）
- 意地悪な女の子と変態な足性癖（4月19日、MEGAMI）
- 街行くベビーカー妻ナンパ! 〜感度が上がった人妻GET〜（4月20日、DOC）※「ゆり」名義
- 一般男女モニタリングAV 仲良し巨乳ママ友2人組が夫に内緒で逆ナンパにチャレンジ! 旦那と子どもが帰宅するまでに男子大学生を自宅に連れ込みセックス交渉 人妻たちの大きなおっぱいに挟まれ反りかえったギンギンち○ぽ! 子育てに追われるママたちはご無沙汰おま○こが疼いてイケメンの若ち○ぽを奪い合い浮気3Pセックスしてしまうのか!?（4月21日、ディープス）
- 人妻姉妹レズビアン 涼香とエリ 唾液まみれの濃厚接吻に溺れて（4月21日、ヒビノ）
- 寸止めSEX お願いだからイカせてください… 7（4月25日、セレブの友）
- 童貞の甥っ子に筆おろしを頼まれ軽い気持ちで引き受けたら想像以上のデカチンを力任せに打ち込まれ連続イキする叔母（5月12日、ナチュラルハイ）
- 一般男女モニタリングAV 社内で評判の美人巨乳OLと真面目な上司が2人っきりの密着オイルエステで初めての素股体験! 部下の大きすぎるおっぱいに触れてサラリーマンち○ぽはフル勃起! 上司のねちっこい手つきで火照ってしまったおま○こをガチガチち○ぽに擦りつけたら勤務中にも関わらずヌルッと挿入してしまうのか!?（5月12日、ディープス）※「あみ」名義
- CBT 手コキ男犯 連射・男の潮吹き・尿道・亀頭・睾丸責め（5月19日、MEGAMI）
- トライアングル 母娘レズ（6月13日、セレブの友）
- ボッタボタ出まくり! 『男の潮吹き』快楽射精（6月25日、MEGAMI）
- 濃厚接吻しながら四つん這いで竿を後ろに倒されアナルから雁先まで舐めしゃぶられる 2（9月25日、アロマ企画）
- 大胆パンチラ番外編 スカートの中に潜り込みたい! 超接近型挑発P 4（10月13日、アロマ企画）
- 膝上25cmのタイトミニ、気持ちよすぎる腿コキ 8（10月13日、アロマ企画）
- 特技はフェラチオ。趣味は撮影。（10月25日、アロマ企画）
- お金の為だと割り切って友達だけどSEXして下さい!! 8（11月25日、DOC）
- VIVA! 女豹の尻（12月13日、アロマ企画）

- 自慰快楽レズビアン（1月19日、エンペラー）

- 若妻の匂い それから…（1月5日、光夜蝶）
- 夫の傍でしか私を弄ばない息子の歪んだ性癖（1月5日、NON）
- 年頃の娘に汚物扱いされた私は父の威厳を保つ為に説教をしているとなぜかエロ話に…幼いと思っていた娘のあまり有るテクニックで、父の威厳を保てなかった件。（1月5日、NON）
- 一般男女モニタリングAV×マジックミラー便コラボ企画 路上実験! “知的な女ほどドMでエロい”という噂は本当か!? オフィス街で声をかけた美人・高学歴・高収入のハイスペックOLにいきなりデカチン見せつけ! 濡れだしたインテリおま○こがデカち○ぽをねじ込まれ身体がのけぞるほどの激ピストンで連続本気イキ! 合計63回 in銀座&虎ノ門（1月7日、ディープス）※「ゆうか」名義
- 新年あけましておめでとうございます!! 初詣帰りの一般男女カップルさん お年玉あげるので姫始めセックスをこっそり見せてくれませんか?（1月12日、S級素人）
- 本気(マジ)口説き ナンパ▶連れ込み▶SEX盗撮▶無断で投稿 イケメンナンパ師に口説かれる人妻編 6（1月26日、MAGIC）
- 人妻人事部課長、孕ませ奴隷堕ち。 私、脅迫されてます（2月2日、光夜蝶）
- 快楽だけを追求するシロウト人妻 欲求不満を我慢できず自らAVへ応募 プロの技でイキまくり!! 人妻たちの願望File.04（2月2日、MAD）※「峰」名義
- 女性用下着メーカー宣伝部勤務の女性社員 仕事終わりの飲み会 乱交セックス流出映像（2月9日、S級素人）
- 巨チンの僕に遂にモテ期到来! 夢の職場セフレ天国（2月9日、BAZOOKA）
- ドスケベヤリマン巨乳妻!旦那に内緒でキメパコ志願! 絶頂を繰り返すエロ過ぎ卑猥ボディー!（2月19日、チキチキカマー）
- 痴漢されている生徒を守りきれなかった女教師も巻き込んで重ねハメ強姦（2月22日、ナチュラルハイ）
- 逸材!!ド素人の人妻は、AV志願の従順発情ペット。（2月25日、ビッグモーカル）
- 家事代行サービスの現役専業主婦 2 どうせ来るのおばさんだろうと思って頼んだらモロ好みの人妻がやってきたので中出しした（3月7日、かぐや姫Pt）
- 見た目は清純だったのに日常的にHな下着を着用している変態娘に生中出し（3月9日、BAZOOKA）
- ママ友ナンパ! 出産後旦那とはレス気味だけどまだまだやりたい盛りの若奥さんにガチ交渉しちゃいました 6（3月10日、ホットエンターテイメント）※「ゆり」名義
- ザ・面接 VOL.157 パパ活 寝盗られ 咥える 舐める 精子 呑んでもいいですか?（3月20日（レンタル）/5月25日（セル）、アテナ映像）
- マキシワンピ女をレイプ! 2 薄着1枚で出歩くエロ女を人気の少ない場所まで尾行して… あえて脱がさず服の上から身体をまさぐり着衣のままハメて中出し（4月7日、かぐや姫Pt）
- 「何あんたチ○コ勃ってんの?超デカいんだけど(笑) 弟クン成長したんだね!かわいーwww」 姉ちゃんのカラダ…エロ過ぎる巨乳 入浴鉢合わせで自宅の風呂はパラダイス おっぱい大好き弟クンの勃起は止まらない（4月13日、SCOOP）
- 大人の女にティーン炉裏ファッション着せて着衣のままバコバコにハメる!（4月25日、タマネギ）
- 巨乳ノーブラ乳首ポッチで絶倫少年を発情させてしまった人妻たち（4月26日、アイエナジー）
- SEXの逸材。 VOL.16 ドスケベ素人の衝撃的試し撮り 性癖をこじらせてプレステージに自らやって来た本物素人さん達の顛末。（5月4日、プレステージ）※「ゆりか」名義
- 昼下がり町内会!若妻たちのちょっと危険でかなりHな王様ゲーム!! 14 母の代理で参加した町内会の集まりでまさかの展開!若い時に王様ゲームをした事が無いという話で盛り上がった奥様方が急に「王様ゲームやりたい!」と言い出したんです。男はボクひとりしかいないもんだから、当然いい思いが沢山出来ちゃいました!! 巨乳ver（5月7日、Hunter）
- 「こんなイキ遅れの私でも興奮してくれるの?」と嫁の姉さんがまさかの神対応! 自分の下着姿で勃起した義弟チ○ポに同情目線なのをいいことに憧れのアナル丸出しバックを要求! 締まりが良すぎて膣壁にドピュん!（5月11日、SCOOP）
- ヘンリー塚本原作 卑猥 夫婦交換 あなたの奥様、天国へお連れ致します（5月13日、FAプロ）
- 巨乳過ぎるお姉ちゃんが実はドストライク!! 3 そんなお姉ちゃんと狭いお風呂で二人きりに!! なぜ、そんな事になったかって…? 都内で一人暮らししてるお姉ちゃんが久しぶりに実家に帰って来た!お姉ちゃんはすごく優しくて頭も良くて弟のボクが言うのもなんだけど巨乳でスタイルが良く可愛い…そして実はボクのドストライク。でもお節介でいつまでたってもボクをおこちゃま扱いする!!しかも、『背中流してあげる』と言ってボクと一緒にお風呂に入りたがる!!当然、ボクは拒否するも『昔はよく入ってたじゃん』と言って強引に入って来た!!昔と今では色々と状況が違います…。当然、お姉ちゃんの胸が気になって気になって仕方ありません。しかも浴槽が狭いのでちょいちょい巨乳がボクの体に当たるし大きな胸が丸見えで当然、勃起してしまうボク…。ヤバイと思い出ようとしたらお姉ちゃんに見つかってしまい…（5月19日、Hunter）
- 絶倫男家宅侵入 連続中出し痴漢 〜侵入した家で女という女を家中追いかけ回し何度も何度も中出しして飽きるまで犯しまくる!〜（5月19日、アパッチ）
- どう考えてもこれって誘ってる? マンションの内見にモデルルームに行ったら隙だらけの巨乳不動産レディがパンチラ胸チラボディタッチ連発!しかも風呂やトイレの狭い場所で妙に密着してくるし…辛抱たまらず触り返してみたら、ノリノリ乳首攻め騎乗位で契約を迫ってきた!（6月7日、お夜食カンパニー）
- 見た目ハイスペ女子なのに中身はヒップホップを愛する面白おねえさん ムチムチボディと絶倫チ●ポの肉弾セックス!（6月25日、ブロッコリー）
- 淫語女子アナ 15 TVの前のユーザー皆様に究極のオナニーを約束します! 超巨乳スイカップ女子穴SP チ○ポ、マ○コをカメラ目線で連呼する超真面目なニュース番組（7月12日、ROCKET）共演:羽生ありさ
- 寝取られたい夫たち 知人に妻を口説かせた。（7月13日、ながえスタイル）
- 一般男女モニタリングAV 性のお悩み相談室ここにOPEN! 旦那では満足できない絶倫巨乳妻と初対面のデカチン童貞大学生が抜かずの連続射精ミッションに挑戦! 3 のけぞるほどにイキまくる性欲モンスター妻と長年精子を溜め込んだ巨根の童貞くんとの筆おろし中出しセックスは1発限りじゃ収まらない!! 4組合計18発!（7月19日、ディープス）※「なお」名義
- 貞淑妻が夫に内緒でAV出演! イク事を我慢させられ、気が狂う程寸止めされた後の気持ちよすぎる大絶頂セックス!（7月26日、F&A）
- ゲスの極み温泉 貸切湯21組目（7月27日、フルセイル）
- 人妻たちのケツ穴丸見え雑巾がけ競争!! 7（8月13日、はじめ企画）※「かおり」名義
- ヤレる人妻回春マッサージ 21 〜中出し交渉盗撮〜（9月1日、変態紳士倶楽部）
- 車内防犯カメラ盗撮 美人妻を車内に連れ込んでめちゃくちゃ不倫セックスした件 2（9月1日、変態紳士倶楽部）
- 高級エステモニターに参加したはずが… ポロリどころかどさくさ紛れに生挿入!? 巨乳若妻限定!マイクロビキニでぬるぬる!ローション素股エステ体験（9月19日、ATOM）
- AVを大音量で観ていたら隣家の美人妻がクレームを言いにきたのでフル勃起したデカチンを見せつけると欲情していたので留守番してる旦那に奥さんの絶頂ボイスを聞かせてあげた件（10月1日、変態紳士倶楽部）
- ディープス20周年記念スペシャル作品! 一般男女モニタリングAV 終電間際の社会人男女に突撃交渉! 人妻OLは後輩男子社員とラブホテルで2人っきりになったら旦那を忘れて1発10万円の連続射精セックスしてしまうのか!? 4 女上司の乱れた姿にフル勃起後輩チ○ポと女を思い出した人妻オマ○コの同僚には秘密の生セックスは1発限りじゃ収まらない!! 8組合計中出し30発! 完全撮り下ろし2枚組8時間の特別版!（10月7日、ディープス）
- 妄想アイテム究極進化シリーズ 真・時間が止まる腕時計 パート11 ストーリーズ 時間停止エロ悪戯で大人たちを困らせるマセガキショタ編（10月11日、ROCKET）
- 可愛いだけで指名No.1、しかしゴムフェラ&キスNGのサービス地雷超生意気デリヘル嬢が漏らした!!「キミぃ!この始末どうするんだ!!」と怒ったら「ゴム付けるなら…」とお詫び挿入チャンスGET!!バック中にこっそりゴム外したら生チ○ポで感度急上昇の中出しイキ本番（11月9日、SCOOP）
- 接吻人妻絶頂レズビアン・Wパイパン土手擦り（11月22日、ヒビノ）
- 絶倫少年 巨乳若妻連続中出し町内会 突然のゲリラ豪雨のなか町内会の集まりでやってきた巨乳若妻の透けた下着に興奮して何度も何度も連続中出しで犯しまくる!（12月7日、アパッチ）
- センズリのお手伝いして下さい! 可愛い女の子に握らせて射精するまでシコらせch 5（12月10日、ブリット）
- 繰り返される店長からの連日の執拗な乳首責めセクハラに、いつしか自分からセクハラされることを期待して乳首がうずいてしまうパートの若妻。連日のセクハラ行為を受けるうちに自覚のないまま乳首開発されド淫乱覚醒!（12月19日、お夜食カンパニー）
- こんな叔母さんをソノ気にさせてどうするの? 熟れた裸がエロすぎて覗き見しながらシゴいていたら…それに気づいた叔母さんが勃起チ○ポにじゅわっと発情!お口とオマ○コの凄テクでたまらず中に出したのにもう一度たたせて挿れようとシテくる!!（12月28日、SCOOP）

- ROCKET×近親相姦11周年記念作品 スケベな家族対抗!近親相姦ハメハメ冬季スポーツ大会 4組16名の仲良し家族がゲレンデをバックに常にハメたまま冬のスポーツでガチ対決! 親子でチンプレー、マンプレー大賞2019（1月10日、ROCKET）
- レズ友マッチング企画 「気になるママ友がいるんです…」 本気のレズ口説き!ママ友同士初めての生レズ体験!（2月10日、ホットエンターテイメント）※「ゆかり」名義
- W快感!アナル指入れフェラ（2月15日、OFFICE K'S）
- 一般男女モニタリングAV 職場の同僚ドッキリ企画 出張先のビジネスホテルで憧れの女先輩と後輩男子が2人っきりでまさかまさかの相部屋宿泊! 次々と巻き起こるエッチなハプニングで急接近した同じ職場の男女が会社に内緒の生ハメセックス! 翌日の仕事も忘れ没頭のけぞりイキした2人は中出しまでしてしまうのか!?（3月7日、ディープス）
- あの女上司が職場でまさかのパンストのままおもらし! 優しくフォローするふりして急接近! お掃除クンニで羞恥イキからのデカチン突きまくりでとまらない大失禁!（4月12日、Z-MEN）
- 5通以内で「これから会おうよ!」とか言ってくるクッソエロい女ばっか♪ 看護師ぶっちゃけトークアプリでこんな上玉喰いまくってるけどなんか質問ある?? 【中出し】6人285分【人妻もいるよ】（4月19日、MBM）
- PANPHILIA 5(パンフィリア 5) 競パンモッコリ性愛強制水着内射精（4月25日、Shangri-La）
- 厳選!新作撮り下ろし! 痴漢感謝祭 第4弾 『巨乳』被害者15人SP!（5月7日、アパッチ）
- 女暗殺者拷辱 Episode-1: 美しき地下プロレスの女王は紅蓮の女闘神（5月13日、Baby Entertainment）
- 五つ星美人妻ナンパ 成熟女のネトリ連続エクスタシー中出し性交（5月15日、ロータス）
- 終電逃して泊めてもらうことになったメイクを落とした女上司のすっぴんが可愛くて不覚にも超勃起! そのままハメ倒して綺麗な顔にぶっかけちゃった! 2（5月17日、Z-MEN）
- 一般男女モニタリングAV しごいてしゃぶってヌキまくり!! 大手航空会社勤務の憧れのキャビンアテンダントが無数に生えた壁ち○ぽの即ヌキに挑戦! 2 フル勃起ち○ぽに囲まれ恥じらいながらもオマ○コが濡れてしまった黒パンスト美脚CAはザーメンまみれでノンストップ射精SEX!（6月7日、ディープス）※「しほ」名義
- 巨乳妻寝取られレズビアン 湿るアソコの匂うオンナたち（6月13日、U&K）
- 完全撮り下ろし 最高級昇天映像!! 秘奥淫爆絶頂放置責め 〜逃げられず内部爆発する残酷なプッシー・オルガ〜 III（8月1日、Baby Entertainment）
- 「このまま中に出すつもり!?」 息子に欲情されて犯られる母が困惑しながら本気で感じてしまう近親○姦 4（8月10日、ブリット）※「さゆり」名義
- 自画撮り 何度もイキ続ける超絶オマ○コ 三本指オナニー（8月15日、プリモ）
- 恥部アップ図鑑（9月1日、サルトル映像出版）
- 「ねぇ、お姉ちゃんに興奮したの?」 姉の発育したカラダに興奮した弟の勃起チ○ポを可愛く不憫に思った姉が取った行動は近親相姦発情した姉のリードで姉弟SEX中出し（9月27日、SCOOP）
- 「アンタとなんかヤル訳無いじゃん(笑)」的な態度で上から目線の高飛車女に思いっきりズボ挿入してみたら思った以上にアヘイキ絶頂生でSEXする快感に墜ちる瞬間（11月8日、SCOOP）

### VR
- 時間停止VR 2（2018年6月1日、ピーターズMAX）
- 魅せつけVR（2018年8月31日、宇宙企画）
- センズリを指示する女たち（2019年8月29日、OFFICE K'S VR）